# Kees Pijl
Cornelis Alidanis Pijl, dit Kees Pijl, né le 9 juin 1897 à Oosterhout et mort le 3 septembre 1976 à Rotterdam, est un footballeur et entraîneur néerlandais.
Avec 229 buts marqués toutes compétitions confondues au Feyenoord Rotterdam, il est le meilleur buteur de l'histoire du club.

## Biographie
En tant qu'attaquant, Kees Pijl est international néerlandais à 8 reprises (1924-1926) pour 7 buts. Il participe aux Jeux olympiques de 1924, qui se déroulent à Paris. Il inscrit cinq buts au cours de ce tournoi en deux matchs (quatre contre la Roumanie et un contre l'Uruguay). Les Pays-Bas terminent quatrièmes du tournoi.
Il joue toute sa carrière au Feyenoord Rotterdam, jouant toutes compétitions confondues ce total s'élève à 229 buts en 267 matchs, ce qui fait de lui le meilleur buteur de l'histoire du club.
Il remporte deux titres de champion des Pays-Bas en 1924 et en 1928, ainsi qu'une coupe des Pays-Bas en 1930.
Fidèle à ce club, il devient l'entraîneur pendant la Seconde Guerre mondiale, de cette équipe (1942-1946). Il termine deuxième du championnat en 1943.

## Clubs

### En tant que joueur
- 1921-1931 :  Feyenoord Rotterdam

### En tant qu'entraîneur
- 1942-1946 :  Feyenoord Rotterdam

## Palmarès

### En tant que joueur
- Championnat des Pays-Bas de football

- - Champion en 1924 et en 1928
  - Vice-champion en 1931
- Coupe des Pays-Bas de football
  - Vainqueur en 1930

### En tant qu'entraîneur
- Championnat des Pays-Bas de football
  - Vice-champion en 1943